# La Princesse des glaces (film)
Pour les articles homonymes, voir La Princesse des glaces et La Reine des neiges (homonymie).
Série
La Reine des neiges 2 : le Miroir sacré
(2015) La Princesse des glaces : le Monde des miroirs magiques
(2018)
Pour plus de détails, voir Fiche technique et Distribution.
La Princesse des glaces (Снежная королева 3: Огонь и лёд) est un film d'animation russe d'Alexeï Tsitsiline sorti en 2016. Il s'agit de la suite de deux autres films : La Reine des neiges (Снежная королева) sorti en 2012 et La Reine des neiges 2 : le Miroir sacré (Снежная королева 2: Перезаморозка) sorti en 2014. Pour ce troisième opus sorti au cinéma, contrairement aux deux précédents sortis directement en vidéo, le titre français est passé de La Reine des neiges à La Princesse des glaces pour ne pas être confondu avec la saga (Frozen) lancée par Disney en 2013. Une suite est sortie au cinéma en 2018 : La Princesse des glaces : le Monde des miroirs magiques (Снежная королева: Зазеркалье).

## Synopsis
Après avoir vaincu la Reine et le Roi des Neiges, Gerda, la Princesse des Glaces, n’est toujours pas en paix avec elle-même. Elle rêve de revoir ses parents, enlevés autrefois par le Vent du Nord et de vivre de nouveau en famille, accompagnée de son frère Kai. C’est ainsi que Gerda et ses amis embarquent dans un voyage plein de rebondissements afin de retrouver ses parents, faisant face à de nouveaux défis qui ne vont pas lui rendre la vie facile. Gerda, en compagnie de Rollan, qu’elle vient à peine de rencontrer et à qui elle va accorder sa confiance, va découvrir un ancien objet magique appartenant aux Trolls : la Pierre aux souhaits. Dès lors, la légende liée à cette Pierre de feu et de glace va chambouler sa vie et rien ne va se passer comme elle l’avait prévu…

## Fiche technique
- Titre original : Снежная королева 3: Огонь и лёд, Snejnaïa koroleva 3: Ogon i liod[1]
- Titre français : La Princesse des glaces[2],[3] ou La Princesse des glaces 3 : le feu ou la glace[4] ou Snow Queen 3
- Réalisation  : Alexeï Tsitsiline
- Dates de sortie au cinéma :
  - Russie : 29 décembre 2016
  - France : 14 février 2018

## Diffusion Chaine Française
| Jour                  | Heure | Chaine | Audience |
| --------------------- | ----- | ------ | -------- |
| Mercredi 11 Août 2021 | 20h50 | TFX    |          |

## Distribution
- Olga Zubkova : Alfida
- Nikolai Bystrov : Kay
- Nataliya Bystrova : Gerda
- Vanessa Johansson
- Dee Bradley Baker